# Giuseppe Grioli
Giuseppe Grioli (Messina, 10 aprile 1912 – Messina, 4 marzo 2015) è stato un matematico e fisico italiano, tra i maggiori rappresentanti della scuola italiana di fisica matematica, continuatore dell'opera di Antonio Signorini e maestro di numerosi allievi.

## Biografia
Si laureò con lode presso l'Università di Messina, in fisica il 27 ottobre 1936, sotto la direzione scientifica di Antonio Rostagni con una tesi dal titolo La conducibilità termica dei gas alle basse pressioni, e l'anno successivo in matematica. Nel 1938 divenne ricercatore dell'Istituto nazionale per le applicazioni del calcolo del CNR, del quale successivamente divenne vice-direttore. Nel 1949 risultò primo dei ternati per la cattedra di meccanica razionale dell'Università di Cagliari, ma nello stesso anno venne chiamato dall'Università di Padova, dove svolse tutta la sua attività accademica e scientifica.
Ricoprì fino al fuori ruolo la cattedra di meccanica razionale della facoltà di scienze, della quale fu preside dal 1968 al 1975; successivamente divenne professore emerito. Nel 1969 fu nominato socio corrispondente dell'Accademia Nazionale dei Lincei. Socio nazionale nel 1979, fu nominato decano della sezione "Meccanica e applicazioni della matematica".
Fu inoltre membro dell'Istituto veneto di scienze, lettere ed arti, dell'Accademia patavina di scienze, lettere e arti, dell'Accademia nazionale delle scienze, dell'Accademia peloritana dei Pericolanti e delle Accademie di scienze di Torino e di Palermo.
I principali campi delle sue ricerche furono la dinamica dei sistemi rigidi, la meccanica dei continui con particolare attenzione verso le trasformazioni reversibili e i sistemi dotati di struttura interna, la teoria delle vibrazioni. Nel suo trattato del 1962 Mathematical theory of elastic equilibrium: recent results, Grioli approfondì gli studi del matematico Antonio Signorini sulla teoria dell'elasticità non lineare, gettando le basi della teoria delle microstrutture, che successivamente avrebbe avuto un notevole sviluppo. Una delle numerose applicazioni di questa teoria è la possibilità di previsione dei meccanismi di collasso di materiali tradizionali e, di conseguenza, la capacità di progettare materiali innovativi nel campo dell'ingegneria strutturale e civile.
Per i suoi risultati nel 1973 gli è stato conferito il Premio linceo per la matematica, la meccanica e le applicazioni.
È scomparso nel 2015 all'età di 102 anni.

## Opere Principali
- Mathematical theory of elastic equilibrium: recent results (1962).
- Stereodynamics (1974).
- Lezioni di meccanica razionale (1994).